# Andrea Manzella
Andrea Manzella (Palermo, 8 dicembre 1933) è un costituzionalista e politico italiano.
Presidente del Centro di studi sul Parlamento della Libera università internazionale degli studi sociali Guido Carli (Luiss) di Roma.

## Biografia
Ha frequentato le scuole medie e il liceo a Bari, presso l'istituto dei gesuiti “Di Cagno Abbrescia”. Dopo il primo anno di giurisprudenza presso l'Università di Bari (in cui è stato allievo di Aldo Moro a Filosofia del diritto), si trasferì a Napoli, dove si è laureato nel 1956 con lode, con una tesi in diritto civile ("L’eccezione di inadempimento", relatore il prof. Luigi Cariota Ferrara).

### Attività istituzionale
Superati i relativi pubblici concorsi, dopo brevi periodi come consigliere di prefettura (a Benevento, 1958-1959) e di magistrato nella pretura di Pordenone (1959-1961), è stato consigliere parlamentare della Camera dei deputati dal 1961 al 1980. Qui ha ricoperto l’incarico di segretario della Giunta che elaborò i Regolamenti parlamentari del 1971 e, quindi, nel 1979, di capo del Servizio studi, che riorganizzò nella ancora attuale struttura. Tra il febbraio e marzo 1979 fu il più diretto collaboratore e curatore degli appunti di Ugo La Malfa, presidente incaricato di formare un nuovo governo.
Nominato consigliere di Stato, fu chiamato nel 1980 da Nino Andreatta all’incarico di capo dell’Ufficio legislativo del Ministero del Tesoro e subito dopo da Giovanni Spadolini a capo di gabinetto della Presidenza del Consiglio dei ministri (1981-1982). In questa veste ha contribuito all’emanazione dei regolamenti che posero le basi amministrative dell’ordinamento della Presidenza (o.d.s. del 23 agosto 1981, G.U. 12 settembre 1981, n. 251). Ha poi co-presieduto con Enzo Cheli la Commissione per l’ordinamento della Presidenza del Consiglio dei ministri, i cui lavori furono tradotti in un disegno di legge (A.C. n. 3403), in cui era inserita, tra l'altro, la possibilità per il Presidente del Consiglio di proporre al Presidente della Repubblica la revoca dei ministri e dei sottosegretari. Con Silvano Tosi elaborò il c.d. “Decalogo Spadolini” che, con i suoi puntuali obiettivi di riforma, viene considerato come il primo dei progetti di revisione istituzionale che si susseguirono nei decenni successivi.
Dal 1983 al 1987 è stato consigliere giuridico del ministro della Difesa Spadolini. In questo ruolo ha contribuito alla elaborazione dei disegni di legge che si tradussero poi nella abolizione del servizio militare di leva (legge n. 958/1986) e nella istituzione dell’aviazione di marina (A.S. n. 1490 del 9 set. 1985, poi legge n. 36/1989).
Dopo un breve periodo come consigliere giuridico del Presidente del Senato Spadolini, ritornò a Palazzo Chigi come capo di gabinetto del Presidente Ciriaco De Mita (1988-1989), il cui governo dette un fondamentale appoggio, con i ministri Maccanico e Mattarella, all'iter parlamentare della legge n. 400 del 1988.  Con questa si dava attuazione, dopo quaranta anni, all'art. 95 della Costituzione. Conseguentemente, il 29 settembre 1988, Manzella divenne il primo Segretario generale a Palazzo Chigi.
In tale ruolo è ritornato nel 1993, nominato dal Presidente del Consiglio dei ministri, Carlo Azeglio Ciampi. Durante la sua gestione fu completata la organizzazione della Presidenza con l’istituzione del "pre-Consiglio", rivelatasi sede preziosa per la preventiva razionalizzazione, in sede tecnica, dei lavori del Consiglio dei Ministri (d.p.c.m. 10 nov. 1993, G.U. 15 novembre 1993, n. 268).
Al termine dell’esperienza Ciampi, nel 1994 accettò la candidatura al Parlamento europeo, come indipendente, nella lista del PDS nella circoscrizione Lazio-Umbria-Toscana-Marche. Eletto con 52 000 voti di preferenza, per la legislatura 1994-1999, è stato componente della Commissione per gli affari istituzionali, presieduta da Biagio de Giovanni, e vice-presidente della Delegazione per le relazioni con i paesi dell'America centrale e con il Messico. È stato, in particolare, relatore del progetto di risoluzione che istituzionalizzò la "co-decisione" come procedura legislativa ordinaria dell’Unione (PE A4-0271/98, 7 luglio 1998).
Alla conclusione della legislatura europea, la coalizione de L’Ulivo lo candidò nelle elezioni suppletive nel collegio senatoriale di Forlì-Faenza, resosi vacante per la scomparsa del senatore repubblicano Libero Gualtieri. Rieletto nella XIV e nella XV legislatura, dal 2001 al 2008, è stato componente al Senato della Giunta per il regolamento e poi presidente della Commissione per le politiche dell’Unione europea, di cui aveva contribuito ad una nuova organizzazione regolamentare.
In rappresentanza del Senato, è stato membro della Assemblea parlamentare del Consiglio d’Europa e dell’Unione europea occidentale (2001-2008). È stato componente della Convenzione europea che ha elaborato la Carta dei diritti fondamentali dell’Unione (Nizza, 2000).
Andrea Manzella ha concluso la sua carriera istituzionale come vice-presidente del Consiglio di presidenza della Corte dei conti (2009-2013), dove è stato eletto, come componente "laico", dalla Camera dei deputati. In tale veste ha contribuito all’elaborazione del regolamento di quel Consiglio.
Dal 1981 è Cavaliere di Gran Croce dell'Ordine al merito della Repubblica italiana.
È membro del comitato scientifico della Fondazione Italia USA.

## Attività accademica
Per il triennio accademico 1969-1972 è stato incaricato dell’insegnamento di dottrine giuridiche nell’Istituto Superiore di Scienze sociali di Trento, chiamato da quel comitato direttivo (Beniamino Andreatta, Norberto Bobbio, Leopoldo Elia).
Nel 1971 ha conseguito la libera docenza in diritto costituzionale (commissione presieduta da Vincenzo Zangara, con Aldo M. Sandulli, Carlo Lavagna, Giuseppe Abbamonte, Rodolfo Soprano). Nel 1972 è stato professore incaricato dell'insegnamento di diritto regionale presso la facoltà di Scienze politiche dell'Università di Genova. In tale Università sarà poi chiamato come docente incaricato di diritto parlamentare, negli anni 1975-1977.
Nel 1987 ha vinto il concorso a professore di diritto costituzionale (commissione presieduta da Paolo Barile, con Enzo Cheli, Giuseppe De Vergottini, Carlo Mezzanotte, Gaetano Silvestri). Nel triennio accademico 1987-1990 è stato professore straordinario, poi ordinario, presso la facoltà di Scienze politiche dell'Università di Padova, cattedra di diritto parlamentare.
Nell’anno 1991 è chiamato come professore ordinario di diritto parlamentare presso la facoltà di Scienze politiche della Libera università internazionale degli studi sociali (LUISS Guido Carli di Roma), dove, peraltro, era stato incaricato della stessa materia dal 1977 al 1990. Negli anni 2009-2012 è stato titolare di una cattedra Jean Monnet ad personam.
Dall’anno accademico 1995 è Direttore (e poi Presidente) del Centro di Studi sul Parlamento presso il Dipartimento di Scienze Politiche della LUISS.
Ha svolto seminari presso le Università di: Paris-Nanterre, Complutense de Madrid, Autónoma de la Ciudad de México, “Belgrano” di Buenos Aires, Université libre de Bruxelles (ULB) e Cantabria de Santander; nell'Istituto de estudios europeos de L'Avana e nel Collegio Notarial de Lima.

## Attività di diritto sportivo
Dal 1986 al 1987 è stato Vice-Commissario straordinario e quindi Commissario della Federazione Italiana Giuoco Calcio (FIGC). In tale veste ha contribuito all’istituzione della Commissione di vigilanza sulle società di calcio professionistiche (COVISOC), preposta al monitoraggio della situazione economico-finanziaria delle società calcistiche.
È stato Presidente della Corte federale della stessa FIGC (1988-2001). È nel comitato scientifico della Rivista di diritto sportivo.

## Attività giornalistica
Ha collaborato alla rivista Nord e Sud (1965-1967) diretta da Francesco Compagna e alle riviste Il Mulino e Nuova Antologia. È stato tra i promotori, nel 1980, della rivista Quaderni costituzionali, di cui è componente del comitato scientifico. È anche nel comitato scientifico della rivista Lo Stato. È stato corrispondente della rivista francese Pouvoirs.
Ha scritto, sotto lo pseudonimo di Ottomano, per La Voce repubblicana dal 1966 al 1978 e, con lo pseudonimo di Politicus, per Il Mattino di Napoli (vice-direttore Franco Angrisani), negli anni settanta.
Ha collaborato a La Stampa di Torino, durante la direzione di Giorgio Fattori dal 1983 al 1987. È stato editorialista e commentatore a La Repubblica, chiamato da Eugenio Scalfari, dal 1990 al 2019.

## Opere
Tra le principali pubblicazioni:
- I controlli parlamentari (1970, Giuffrè editore )
- Il Parlamento (1977, 1991, 2003, il Mulino)
- Il tentativo La Malfa: tra febbraio e marzo 1979, nove giorni per un governo (1980, il Mulino)
- Quaderno europeo. Dall'euro all'eurocrisi (2005, Marsilio Editori)
- Sui principi democratici dell'Unione europea. Lezioni Jean Monnet 2010-2012 (2013, Editoriale Scientifica)
- Elogio dell’Assemblea, tuttavia (2020, Mucchi editore)

È stato coautore, con Nicola Lupo, dei volumi:
- Il sistema parlamentare euro-nazionale (2014, Giappichelli)
- Il parlamento europeo. Una introduzione (2019, Luiss University Press)

È stato coautore, con Piero Melograni, Elena Paciotti, Stefano Rodotà del volume:
- Riscrivere i diritti in Europa. La Carta dei diritti fondamentali dell'Unione Europea (2001, il Mulino)

Ha curato i volumi:
- I regolamenti parlamentari a quarant'anni dal 1971 (2012, il Mulino)
- Leopoldo Elia. Discorsi parlamentari (2018, il Mulino)